# Alberto Montejo
Alberto Montejo Gañán, deportivamente conocido como Alberto Montejo (Zaragoza, España, 19 de enero de 1988) es un futbolista español. Juega de mediapunta y en la actualidad no compite en ningún equipo.

## Trayectoria
Comenzó a jugar al fútbol junto con Raúl Goni en la Unión Deportiva Montecarlo, además de estar dos años en la Unión Deportiva Amistad. Después pasaría a formar parte de los equipos de fútbol base del Real Zaragoza, donde sería subcampeón de España cadete, y subcampeón de la Copa del Rey en categoría juvenil. Internacional con España en las categorías sub-15, sub-16 y sub-17, sufrió una grave lesión de rodilla que lo mantuvo alejado varios meses de los terrenos de juego.
En la temporada 2007-08, perteneciendo a la plantilla del Real Zaragoza "B", debuta con el primer equipo en Primera División en la jornada 30, en el partido Real Valladolid 2 - Real Zaragoza 1 con el dorsal número 34. A la siguiente campaña sale cedido al Numancia "B", y tras su paso por el equipo rojillo, regresa al filial zaragozista.
En verano de 2010, tras no superar un reconocimiento médico con el Atlético de Madrid "B", ficha por el Club Deportivo La Muela de Segunda División B, donde disputaría pocos partidos a causa de una nueva lesión. Para la temporada 2011-12 se convierte en un fichaje notorio para el Club Deportivo Robres, equipo recién ascendido a Tercera División, aunque en esa misma temporada es intervenido de una luxación de hombro y de la rodilla derecha.
Al encontrarse sin equipo, y finalizando el periodo de fichajes de invierno en la temporada 2013-14, ficha por el Club Deportivo Teruel de Tercera División, con aspiraciones de subir a Segunda B.

## Clubes
| Club              | País   | Año         |
| ----------------- | ------ | ----------- |
| Real Zaragoza "B" | España | 2007 - 2008 |
| Real Zaragoza     | España | 2008        |
| Numancia "B"      | España | 2008 - 2009 |
| Real Zaragoza "B" | España | 2009 - 2010 |
| La Muela          | España | 2010 - 2011 |
| Robres            | España | 2011 - 2013 |
| Teruel            | España | 2013 - 2014 |
| Desconocido       | España | 2014 - 2016 |
| C.D. Brea         | España | 2016 - 2020 |